# Manuel Eduardo Correia
Manuel Eduardo Correia foi um contra-almirante da marinha portuguesa. Fez parte da guarnição da canhoneira Zambeze. Foi chefe do Estado-Maior Naval. Foi agraciado com a Ordem de Avis .